# Automeris aristei
Automeris aristei é uma espécie de mariposa do gênero Automeris, da família Saturniidae.
Foi descrita por Paul Dognin, em 1923.